# ازبک فیلم

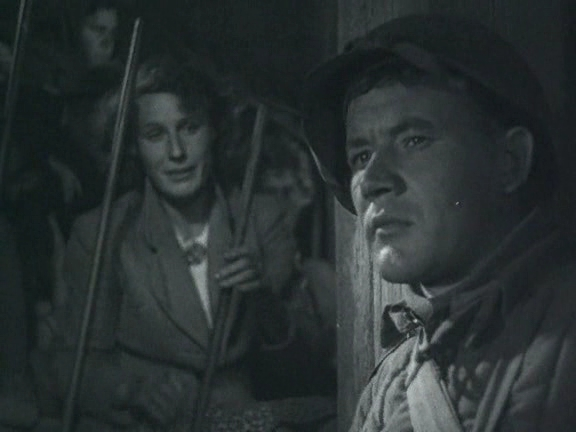
یکی از فیلم های ساخته شرکت ازبک فیلم

ازبک فیلم (ازبکی: Oʻzbekfilm, Ўзбекфильм) بزرگترین و قدیمیترین استودیوی فیلم‌سازی در کشور ازبکستان است. این شرکت در تاریخ ۱ ژوئیه ۱۹۲۵ تأسیس شد. این شرکت ابتدا شارق یولدوزی (به معنای ستارهٔ شرقی) نامگذاری شد. در سال ۱۹۳۶، نامش ازبک فیلم تغییر نام یافت. در طول جنگ شوروی علیه آلمان نازی و متحدانش، این شرکت به عنوان «استودیوی فیلم تاشکند» نامگذاری شد. در سال ۱۹۵۸، نامش را دوباره به ازبک فیلم برگرداندند. پس از استقلال ازبکستان در سال ۱۹۹۱، حکومت ازبکستان کنترل کامل این شرکت را به عهده گرفت. از زمان تأسیس این شرکت فیلمسازی، حدود ۴۰۰ فیلم بلند سینمایی و ۱۰۰ فیلم انیمیشن توسط آن ساخته شد.